# Telegraph Media Group
Telegraph Media Group, zkráceně TMG, dříve Telegraph Group, je majitel listů The Daily Telegraph a The Sunday Telegraph. Vlastníky jsou od 30. července 2004 bratři David a Frederick Barclay, kteří ji zakoupili od společnosti Hollinger. V roce 2019 měli obrat 264 miliónů liber.